# Göta Rike (1684)
Göta Rike var ett svenskt 80-kanoners linjeskepp, som byggdes 1684 under ledning av skeppsbyggnadsmästare Robert Turner vid örlogsvarvet på Wämö i Karlskrona. Hon bytte namn till Sverige 1685 och till Drottning Ulrika Eleonora 1694 och deltog i expeditionen mot Danmark 1700.
Hon uppges ha sänkts 1712 vid Kölhalningsbron på Karlskrona örlogsbas, men har också uppgivits vara sänkt vid Smörasken, tillsammans med flera andra lokaliserade vrak.